# تود روذرفورد
تود روذرفورد (بالإنجليزية: J. Todd Rutherford)‏ هو سياسي أمريكي، ولد في 10 أكتوبر 1970 في كولومبيا في الولايات المتحدة. حزبياً، نشط في الحزب الديمقراطي. وقد انتخب عضو مجلس نواب كارولاينا الجنوبية.

## وصلات خارجية
- الموقع الرسمي